# Filstroff
Filstroff (Duits: Filsdorf in Lothringen) is een gemeente in het Franse departement Moselle (regio Grand Est) en telt 785 inwoners (1999). De plaats maakt deel uit van het arrondissement Forbach-Boulay-Moselle.

## Geografie
De oppervlakte van Filstroff bedraagt 16,9 km², de bevolkingsdichtheid is 46,4 inwoners per km².
De onderstaande kaart toont de ligging van Filstroff met de belangrijkste infrastructuur en aangrenzende gemeenten.

## Demografie
Onderstaande figuur toont het verloop van het inwonertal (bron: INSEE-tellingen).